# STS-120
STS-120 (Полет 10А) e сто и двадесетата мисия на НАСА по програмата Спейс шатъл, тридесет и четвърти полет на совалката Дискавъри и двадесет и трети полет на совалка към Международната космическа станция (МКС). Това е и първи полет на втората жена – командир на космически екипаж в света (Памела Мелрой).

## Екипаж
| Пост                    | Астронавт |
| ----------------------- | --- |
| Командир                | Памела Мелрой трети космически полет |
| Пилот                   | Джордж Замка първи космически полет |
| Специалист на мисията 1 | Дъглас Уилок първи космически полет |
| Специалист на мисията 2 | Стефани Уилсън втори космически полет |
| Специалист на мисията 3 | Скот Паразински пети космически полет |
| Специалист на мисията 4 | Паоло Несполи (ESA) първи космически полет                                                                                                |
| Бординженер на МКС      | при старта: Даниел Тани (Експедиция 16) втори космически полет при приземяването: Клейтън Андерсън (Експедиция 15) първи космически полет |

Командир на Експедиция 16 е астронавтката на САЩ Пеги Уитсън и по този начин за първи път летят в космоса по едно и също време две жени – командири на екипажи.

## Полетът
Първоначално мисия STS-120 е планирана за 2004 г. Отменена е след катастрофата на „Колумбия“, мисия STS-107, а впоследствие за нея е планирано да лети совалката Атлантис, но поради разместването в програмата на полетите на НАСА през април 2007 г. е обявено, че ще се изпълни от совалката „Дискавъри“.
По препоръка на комисията, разследваща катастрофата на совалката „Колумбия“ в случай на повреда на совалката Дискавъри и невъзможност за безопасно завръщане на екипажа на Земята се предвиждало той да остане на борда на МКС и да дочака спасителен полет STS-320 на совалката Атлантис.
Основната цел на мисията е доставка и монтаж на произведения в Италия свързващ модул „Хармония (Възел 2)“. Този модул, както и модулите „Юнити“ (Възел 1) и Транквилити (Възел 3) са основен свързващ възел между модулите за научни изследвания, жилищни и функционални модули на МКС.
Други задачи по време на полета са размяна на бординженера на МКС и подготовка (преконфигуриране) на станцията за бъдещи мисии по нейното изграждане.
След успешния старт на 23 октомври, на 25 октомври совалката успешно се скачва с МКС. На следващия ден се извършва първото излизане в открития космос, по време на което модулът „Хармъни“ се скачва временно с модула Юнити. По време на втората „космическа разходка“ астронавтите подготвят сегмент P6, който е част от станцията, но монтиран временно върху ферма Z1 за преместване и проверка на възможностите за ротация на ферма С3. На 29 октомври с помощта на Канадарм2 сегмент Р6 е поставен на окончателното си място в конструкцията на станцията – свързване с ферма Р5. След един ден подготовка астронавтите Скот Паразински и Дъглас Уилок провеждат трето излизане за окабеляване на сегментите, свързани с Р5 и Р6 и окончателно инсталиране на Р6. По време на монтажа астронавтите забелязват поражения по повърхността на соларните панели. На 3 ноември е четвъртото излизане, предназначено само за ремонт на повредения панел. Следващият ден е само за доразтоварване на совалката от доставените товари и на 5 ноември тя се отделя от МКС.
На 7 ноември совалката каца успешно в Космическия център „Кенеди“ във Флорида.

## Параметри на мисията
- Маса на совалката:
  - при старта: 129 823 кг
  - при приземяването: 91 578 кг
- Маса на полезния товар: 17 300 кг
- Перигей: 340 км
- Апогей: 340 км
- Инклинация: 51,6°
- Орбитален период: 91.4 мин

Скачване с „МКС“
- Скачване: 25 октомври 2007, 12:40 UTC
- Разделяне: 5 ноември 2007, 10:32 UTC
- Време в скачено състояние: 10 денонощия, 21 часа, 52 минути.

### Космически разходки
| № | Участници                      | Начало                     | Край                       | Продължителност  |
| - | ------------------------------ | -------------------------- | -------------------------- | ---------------- |
| 1 | Скот Паразински и Дъглас Уилок | 26 октомври 2007 10:02 UTC | 26 октомври 2007 16:16 UTC | 6 часа 14 минути |
| 2 | Скот Паразински и Даниел Тани  | 28 октомври 2007 09:32 UTC | 28 октомври 2007 16:05 UTC | 6 часа 33 минути |
| 3 | Скот Паразински и Дъглас Уилок | 30 октомври 2007 08:45 UTC | 30 октомври 2007 15:53 UTC | 7 часа 08 минути |
| 4 | Скот Паразински и Дъглас Уилок | 3 ноември 2007 10:03 UTC   | 3 ноември 2007 17:22 UTC   | 7 часа 19 минути |

## Галерия
- Модулът Хармъни в монтажното хале.
- Совалката на стартовата площадка.
- Стартът.
- Стартът (видеофайл).
- Совалката приближава МКС.
- Командирите на двата екипажа.
- Модулът в товарния отсек на совалката.
- Дъглас Уилок се подготвя за първото си излизане в открития космос. Зад него с главата надолу е Скот Паразински.
- Совалката, снимана от борда на МКС.
- Пораженията по слънчевия панел.
- Скот Паразински по време на четвъртата си космическа разходка.
- Панелът след ремонта.
- Снимка на двата екипажа.
- МКС, снимана от борда на совалката. Фермата Р6 е най-вдясно.
- Краят на мисия STS-120.